# Сент-Юрсис (Тарн)
Сент-Юрси́с (фр. Saint-Urcisse, окс. Sent Orsesi) — коммуна во Франции, находится в регионе Юг — Пиренеи. Департамент — Тарн. Входит в состав кантона Виньобль и Бастид. Округ коммуны — Альби.
Код INSEE коммуны — 81272.

## География

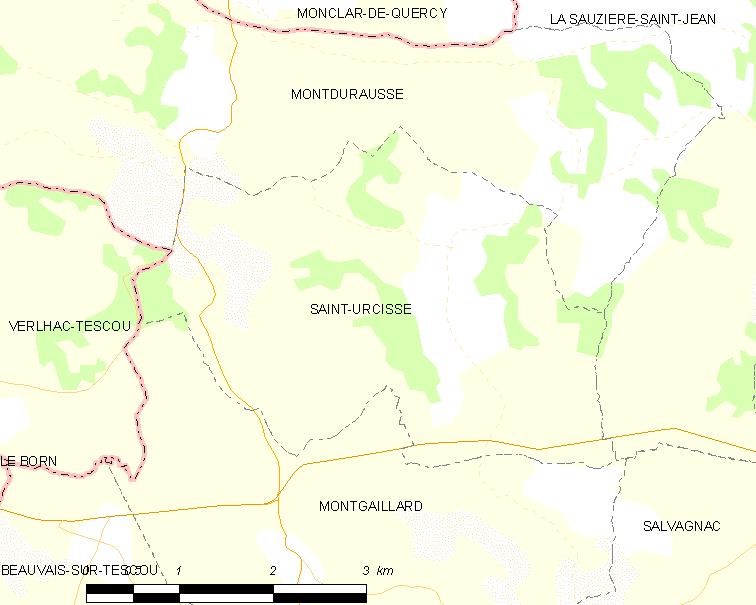
Карта коммуны

Коммуна расположена приблизительно в 550 км к югу от Парижа, в 40 км севернее Тулузы, в 45 км к западу от Альби.
На юге коммуны протекает река Теку.

## Климат
Климат умеренно-океанический. Зима мягкая и дождливая, лето жаркое с частыми грозами. Ветры довольно редки.

## Население
Население коммуны на 2010 год составляло 240 человек.
| 1962 | 1968 | 1975 | 1982 | 1990 | 1999 | 2010 |
| ---- | ---- | ---- | ---- | ---- | ---- | ---- |
| 251  | 251  | 221  | 202  | 176  | 177  | 240  |

## Администрация
| Период | Период | Фамилия       | Партия | Примечания |
| ------ | ------ | ------------- | ------ | ---------- |
| 2001   | 2014   | Жерар Каминад |        |            |
| 2014   | 2020   | Жером Альбанж |        |            |

## Экономика
В 2007 году среди 124 человек в трудоспособном возрасте (15—64 лет) 89 были экономически активными, 35 — неактивными (показатель активности — 71,8 %, в 1999 году было 64,2 %). Из 89 активных работали 75 человек (41 мужчина и 34 женщины), безработных было 14 (9 мужчин и 5 женщин). Среди 35 неактивных 6 человек были учениками или студентами, 15 — пенсионерами, 14 были неактивными по другим причинам.

## Достопримечательности
- Замок Сент-Юрсис (XVIII век). Исторический памятник с 1998 года.[4]